# Spoorwegstaking van 1944

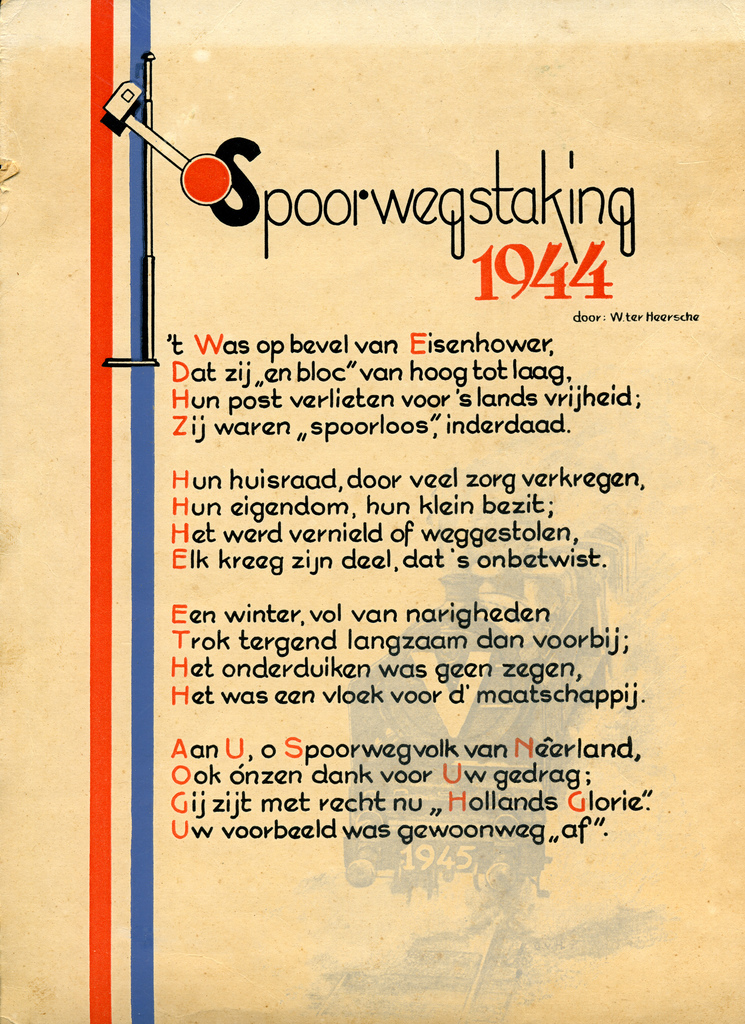
Oorkonde voor deelname aan spoorwegstaking

De spoorwegstaking van 1944 was een nationale staking van het Nederlandse spoorwegpersoneel, die duurde van 17 september 1944 tot de bevrijding op 5 mei 1945.

## Medewerking met de bezetter
De Nederlandse Spoorwegen waren onmisbare strategische infrastructuur en stonden daarom onder direct militair toezicht van de bezetter. Het Nederlands spoorwegpersoneel werd ook ingezet bij het deporteren van Joodse Nederlanders naar Duitse concentratiekampen, het vervoer van Nederlandse mannen voor dwangarbeid in Duitsland, voor Duitse goederen, troepen- en wapentransporten. Aan een dringende oproep van het verzet om zich aan te sluiten bij de April-Mei staking in 1943 gaf het NS-personeel geen gehoor. NS-directeur Willem Hupkes verklaarde na de oorlog dat een staking zijns inziens gedoemd was te mislukken omdat deze niet breed genoeg gedragen werd door het personeel om effectief te zijn, velen durfden het niet aan, gezien de voorzienbare Duitse represailles. Op staken stond de doodstraf, bovendien was tot deze staking niet opgeroepen door de Nederlandse regering in Londen.

## Staking
Na een oproep van Radio Oranje op 17 september 1944, met codebericht: "De kinderen van Versteeg moeten onder de wol", legden 30.000 personeelsleden van de NS het werk neer. De staking viel samen met het begin van Operatie Market Garden. Via het Nationaal Steun Fonds heeft de Nederlandse regering in Londen een belangrijk deel van deze staking kunnen financieren. In Noord-Nederland werd de financiering van de staking door de NS aanvankelijk georganiseerd via de Groep-De Groot totdat deze in januari 1945 vrijwel geheel werd opgerold.

## Gevolgen
De Duitsers hadden gewaarschuwd dat een staking de voedselvoorziening in gevaar zou brengen. Ze maakten dat dreigement gedeeltelijk waar door het transport per schip te verbieden. Deze maatregel werd in twee etappes eind oktober 1944 weer opgeheven. Onderhandelingen met de regering in Londen leverden niets op, waarbij moet worden opgemerkt dat de Nederlandse regering elk voorstel afkeurde. Zo werd de Hongerwinter, die vooral het westen van Nederland trof, veroorzaakt door een transportprobleem en niet door een gebrek aan voedsel. Veel van het Nederlandse spoorwegmaterieel werd door de Duitsers afgevoerd naar het oosten. Het meeste materieel dat in de Russische bezettingszone stond ten tijde van de Duitse capitulatie zou nooit meer in Nederland terugkeren, waardoor de NS na de oorlog met grote tekorten kampte. Het lang gestelde adagium dat de staking de Duitse oorlogsmachine heeft gehinderd en een stimulans betekende voor het Nederlandse verzet is aantoonbaar onjuist: door de lege sporen kon de bezetter sneller dan tevoren manschappen en materieel aanvoeren, zoals na de Slag om Arnhem in oktober 1944. Door de staking stond het Nederlandse spoorwegpersoneel niet langer meer bloot aan luchtaanvallen door geallieerde vliegtuigen.

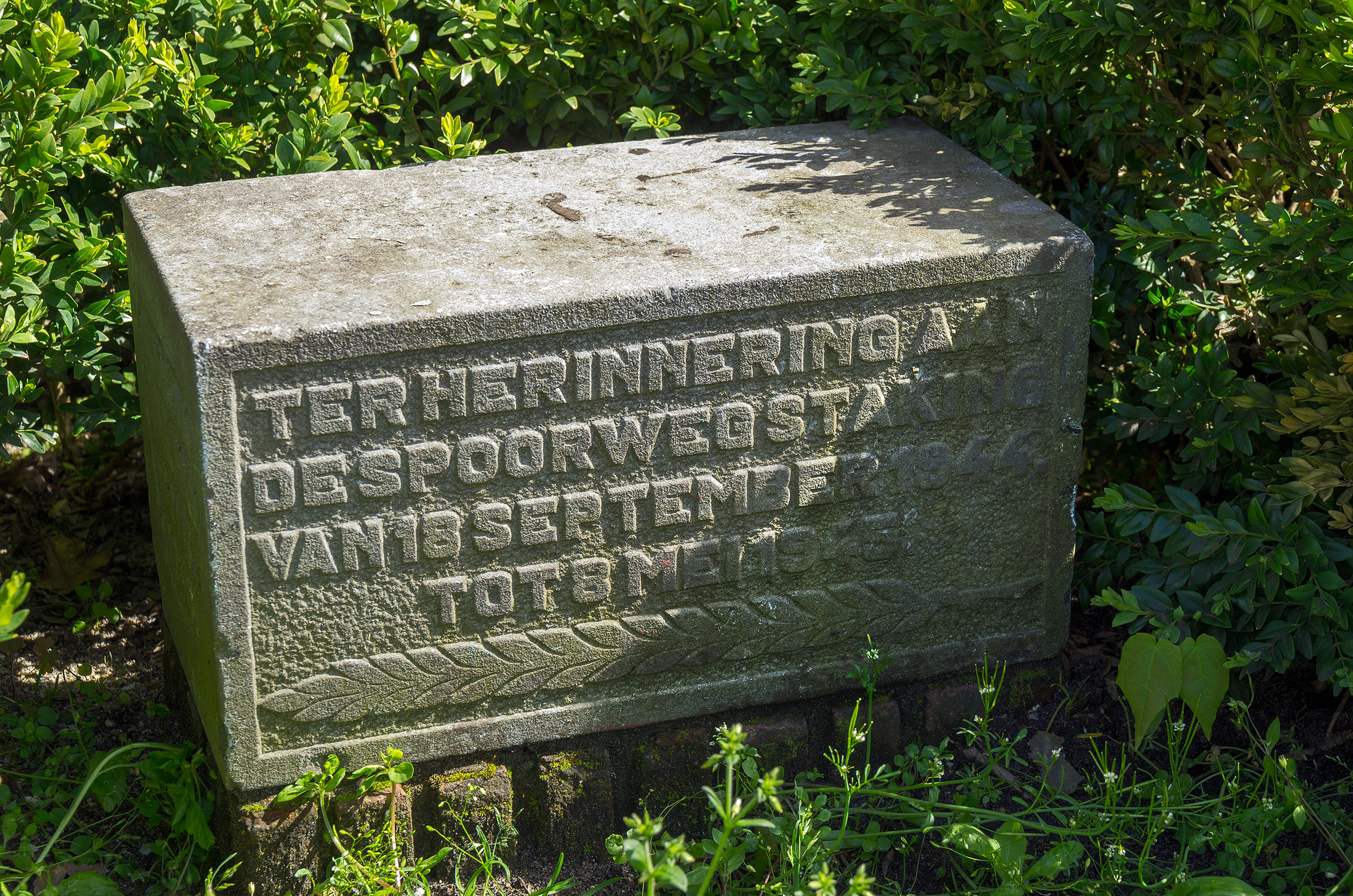
Herdenkingsmonument in Den Dolder
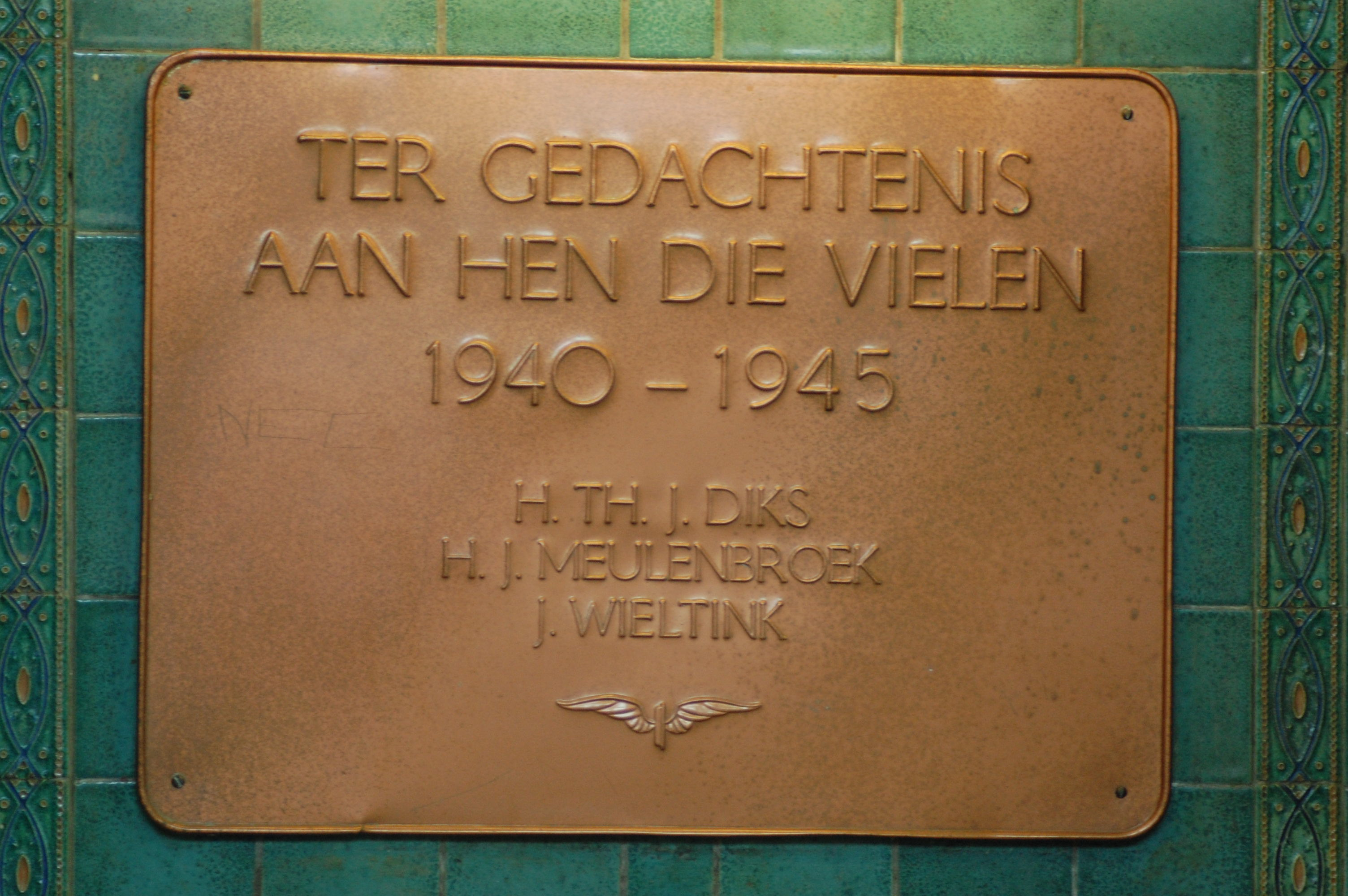
Plaquette op station Deventer ter herinnering aan daar omgekomen spoorwegmensen
- Bioscoopjournaal uit 1947. Op het spoorwegemplacement bij Kesteren staan vier verwoeste rijtuigen van de Koninklijke trein. Ze werden door de Duitsers tijdens de spoorwegstaking van 1944 weggevoerd en zijn volkomen vernield.